# Smulbröderna
Smulbröderna (Breadwinners) är en animerad actionäventyrs-TV-serie som hade premiär i USA den 17 februari 2014 på Nickelodeon. Serien handlar om de två antropomorfa ankorna SwaySway och Buhdeuce som levererar bröd till invånarna på planeten Pondgea.